# Дякую за весну
«Дякую за весну» — радянський комедійний чорно-білий комедійний художній фільм 1961 року, знятий режисером Гунаром Пієсісом на Ризькій кіностудії.

## Сюжет
У фільмі переплітаються долі простих школярів та артистів Молодіжного театру. Пенсіонерка Валдума стурбована долею школярки Інти, закоханої в артиста театру Межмала (Едуард Павулс), яка написала йому наївний любовний лист і отримала відповідь. Ця подія стала приводом до розгляду поведінки Межмала зборах колективу театру. Але виявилося, що Межмал взагалі не читав листи від шанувальниці, а відповідь писав його колега, Межмал лише підписався. Вирішують, що Межмал має зустрітися з Інтою та прояснити ситуацію. Перше побачення було призначено в кафе Дзінтарі, куди мають прийти не лише Інта та Межмал, але й представники громадськості, колеги з театру, шкільні друзі Інти та дружина Межмала — Велта (Вія Артмане).

## У ролях
- Вія Артмане — Велта Межмал
- Аусма Кантане — Лія
- Едуардс Павулс — Жан Межмал (озвучив Інокентій Смоктуновський)
- Карліс Себріс — автор п'єси
- Алфредс Яунушанс — директор театру
- Алма Краукле-Абеле — Велдума
- Лідія Фреймане — мати, Інти
- Рута Брока — Модріте
- Віра Сингаєвська — секретар
- Карп Клетнієкс — режисер
- Юріс Стренга — Андерсонс
- В. Пукітіс — Улдіс
- М. Сегліня — Інта
- Інесса Скрубе — Рита
- Емілія Берзіня — епізод
- Гунарс Цилінскіс — епізод
- Хелга Данцберга — епізод
- Еріка Ферда — епізод
- Алфонс Калпакс — епізод
- Анта Клінтс — епізод
- Леонс Кріванс — епізод
- Олга Круміня — епізод
- Беніта Озоліня — епізод
- Ельза Радзіня — епізод
- Мудіте Шнейдере — епізод
- Амалія Яунвалка — епізод
- Аусма Зіємеле — епізод
- Валентінс Скулме — епізод
- Елза Баруне — службовиця театру
- Рута Пуйкевіца — епізод

## Знімальна група
- Режисер — Гунар Пієсіс
- Сценарист — Гунар Прієде
- Оператор — Мікс Звірбуліс
- Композитор — Ромуалдс Грінблатс
- Художники — Гунар Балодіс, Улдіс Паузерс